# کنتو کاتو
کنتو کاتو (انگلیسی: Kento Kato؛ زادهٔ ۲۴ سپتامبر ۱۹۹۵) بازیکن فوتبال اهل ژاپن است.